# Hold-and-Modify
Hold and Modify (дослівно з англ. «Притримай і зміни», більш відомий як HAM) — унікальний відео-режим, доступний на персональних комп'ютерах сімейства Amiga. Працює за принципом запам'ятовування (утримання) кольору останнього виведеного пікселя, з подальшою зміною його червоної (R), зеленої (G) або синьої (B) компоненти. Це дозволяє чипсету класичного Amiga відображати до 4096 кольорів на екрані, при 6 фізичних бітах на точку (режим HAM6), використовуваних для запису кольору (в режимі HAM8 чипсета AGA використовуються 8 біт, що дозволяє одночасне відображення на екрані 262 144 кольорів).
Недолік відео-режиму полягає в тому, що при деяких змінах кольору потрібна зміна компонент у 3-х пікселів, що знаходяться поряд з точкою, чий колір змінюється. Тому, якщо палітра для екрану була підібрана невдало, то можлива поява артефактів зображення, приблизно схожих на артефакти, помічені у аналогічного алгоритму стиснення графічної інформації JPEG. Інший недолік цього режиму — в складності його використання для векторної графіки.
Проте, саме цей режим дозволив Amiga 1000 стати першим в світі мультимедійним персональним комп'ютером, забезпечивши його беззаперечну перевагу над конкуруючими платформами. Режим HAM дозволив вперше відображати фотографії на екрані комп'ютера, а також деякі тривимірні моделі з фотореалістичною якістю. Через деякий час з'явилося апаратне і програмне забезпечення для обробки та титрування відеоряду. Таким чином, HAM також дозволив Amiga довгі роки лідирувати у сфері нелінійного відеомонтажу (навіть після краху корпорації Commodore в 1995 році), залишаючись рішенням, недосяжним по собівартості і яке має найкращу програмну підтримку.